# Lashinda Demus
Lashinda Demus (Inglewood, Kalifornia, 1983. március 10. –) olimpiai- és világbajnok amerikai atlétanő.
A 2002-es junior atlétikai világbajnokságon aranyérmes lett négyszáz méteres gátfutáson. Ebben a számban további két világbajnoki ezüstérme van. A berlini világbajnokságon tagja volt a négyszer négyszáz méteres síkfutásban aranyat nyert amerikai váltónak.
Az orosz Natalja Antyuhot a Nemzetközi Atlétikai Szövetség doppingvétség miatt 2022 októberében megfosztotta a 2012-es olimpián 400 m gáton szerzett aranyérmétől. A Nemzetközi Olimpiai Bizottság 2023. március 30-án a korábbi ezüstérmest Demust nyilvánította olimpiai bajnoknak.

## Egyéni legjobbjai
- 400 méter síkfutás – 51,24
- 800 méter síkfutás – 2:09,16
- 100 méter gátfutás – 13,08
- 400 méter gátfutás – 52,47